# Club Atlético Huracán
Club Atlético Huracán este un club de fotbal argentinian cu sediul în Buenos Aires.Echipa susține meciurile de acasă pe Estadio Tomás Adolfo Ducó poreclit și "El Palacio" cu o capacitate de 48.314 de locuri.

## Lotul actual
| Nr. |     | Post | Jucător                  |
| --- | --- | ---- | ------------------------ |
| 1   | ARG | M    | Marcos Díaz              |
| 2   | ARG | M    | Federico Mancinelli      |
| 3   | ARG | M    | Carlos Arano             |
| 4   | ARG | M    | Germán Mandarino         |
| 5   | ARG | M    | Federico Vismara         |
| 7   | ARG | M    | Cristian Espinoza        |
| 8   | ARG | M    | Lucas Villaruel          |
| 9   | ARG | M    | Ramón Ábila              |
| 10  | ARG | M    | Alejandro Romero Gamarra |
| 11  | ARG | M    | Agustín Torassa          |
| 12  | ARG | M    | Gonzalo Marinelli        |
| 13  | ARG | M    | José San Román           |
| 14  | ARG | M    | Ezequiel Gallegos        |
| 15  | ARG | M    | Luciano Balbi            |
| 16  | ESP | M    | Iván Moreno y Fabianesi  |

| Nr. |     | Post | Jucător              |
| --- | --- | ---- | -------------------- |
| 17  | CHI | M    | Edson Puch           |
| 18  | ARG | M    | Patricio Toranzo     |
| 19  | ARG | M    | Santiago Echeverría  |
| 20  | ARG | M    | Lucas Favalli        |
| 21  | ARG | M    | Hugo Nervo           |
| 22  | ARG | M    | Matías Giordano      |
| 23  | ARG | M    | Iván Borghello       |
| 24  | ARG | M    | Ezequiel Miralles    |
| 26  | ARG | M    | Mauro Bogado         |
| 27  | ARG | M    | Pablo Bruna          |
| 28  | ARG | M    | Guillermo Sotelo     |
| 30  | ARG | M    | Daniel Montenegro    |
| 32  | ARG | M    | Gabriel Robledo      |
| 33  | ARG | M    | Agustín Gil Clarotti |
| 35  | ARG | M    | David Distéfano      |

Antrenor: Eduardo Domínguez

## Internaționali importanți
Guillermo Stábile
Carlos Babington
Miguel Angel Brindisi
Jorge Carrascosa
Rene Houseman
Osvaldo Ardiles
Hector Baley

## Antrenori
| - Guillermo Stábile (1940–49) - César Luis Menotti (1972–73) - Delém (1975) - Alfio Basile (1982) - Osvaldo Sosa (1983) - Ángel Cappa (1988) - Alberto Fanesi (1991–92) - Enzo Trossero (1992–94) - Héctor Cúper (1993–95) - Miguel Ángel Brindisi (2001–03) - Fernando Quiroz (2003), (2005) | - Osvaldo Ardiles (2007) - Claudio Ubeda (2008) - Ángel Cappa (2008–09) - Héctor Rivoira (2009–10) - Miguel Ángel Brindisi (2010–11) - Roberto Pompei (2011) - Diego Cocca (2011–12) - Héctor Rivoira (2012) - Antonio Mohamed (2013) - Néstor Apuzzo (2014–) |